# إلك سيتي
إلك سيتي (بالإنجليزية: Elk City, Oklahoma)‏ هي مدينة تقع بولاية أوكلاهوما في الولايات المتحدة. تبلغ مساحة هذه المدينة 42.5 (كم²)، وترتفع عن سطح البحر 585 م، بلغ عدد سكانها 11693 نسمة في عام 2010 حسب إحصاء مكتب تعداد الولايات المتحدة.

## أعلام
- جو سبنسر
- بيني ارين
- غرانت وودز
- جيمي ويب
- جاك بيترسن
- كال دورست

## وصلات خارجية
- www.elkcity.com
- The US50 - Cities and Towns in Oklahoma State